# هندریک چین آ سن
هندریک چین آ سن (انگلیسی: Henk Chin A Sen؛ ۱۸ ژانویهٔ ۱۹۳۴ – ۱۱ اوت ۱۹۹۹) یک سیاست‌مدار و پزشک اهل سورینام بود. وی از ۱۳ اوت ۱۹۸۰ تا ۴ فوریه ۱۹۸۲ رئیس‌جمهور این کشور بود.